# Nucleoplasmina

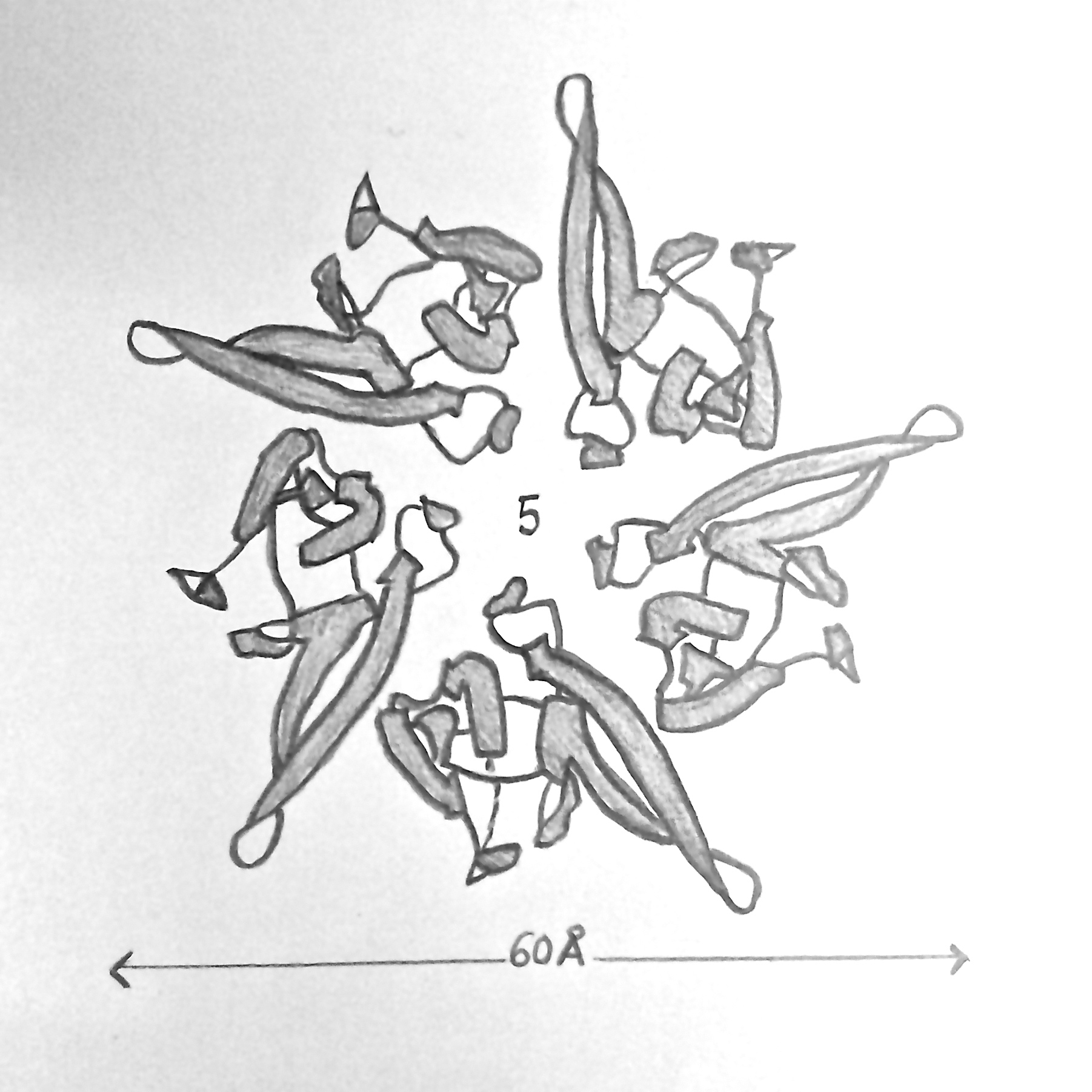
Estructura genèrica de la nucleoplasmina.

Una nucleoplasmina és una xaperona nuclear que intervé en diversos processos cel·lulars, com la remodelació de la cromatina, l'estabilització del genoma, la biogènesi de ribosomes, la replicació de l'ADN i la regulació genètica. La família de les nucleoplasmines inclou la NPM1 (nucleofosmina), la NPM2 (nucleoplasmina) i la NPM3.

## Família de les nucleoplasmines

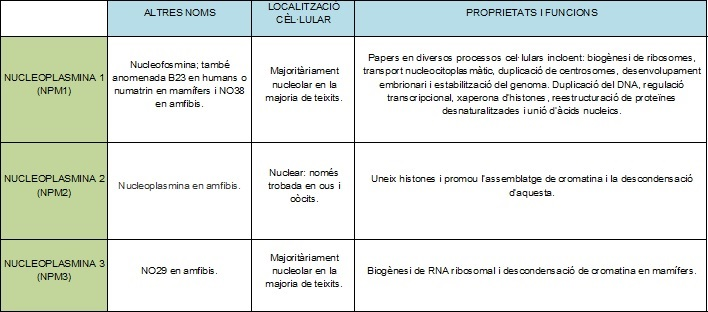
Taula resum sobre les principals característiques de la NPM1, NPM2 i NPM3

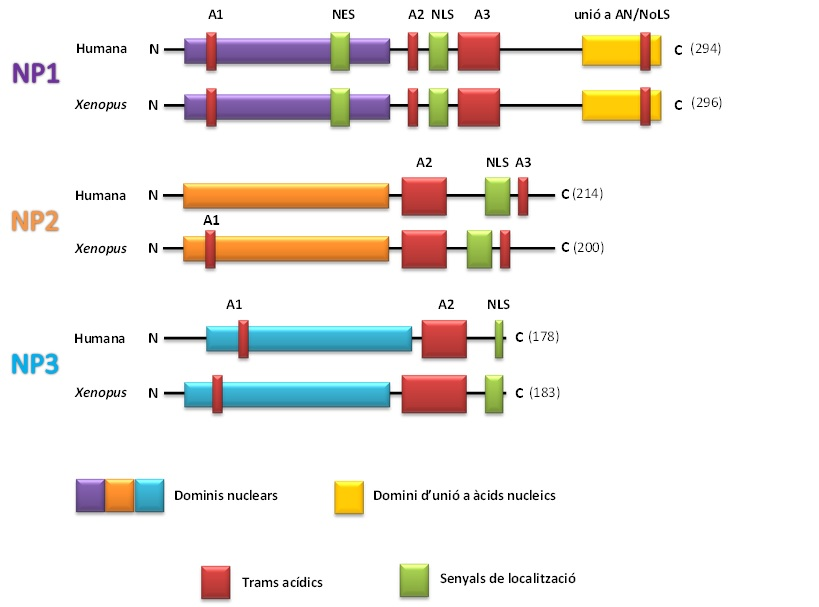
Dins la família de les nucleoplasmines es distingeix entre la Npm1, la Npm2 i la Npm3 atenent a les seves seqüències proteiques respectives. També es poden observar diferències entre les variants humanes i les de Xenopus.

Les molècules carregades de la cèl·lula, com els àcids nucleics o les proteïnes han de tenir les seves càrregues disposades de tal manera que s'eviti l'agregació, que pot tenir lloc quan càrregues oposades interaccionen inapropiadament. Aquest és justament el cas entre els àcids nucleics i les seves interaccions amb les histones, una unió incorrecta entre els quals pot provocar l'agregació en comptes de l'acoblament a la partícules centrals del nucleosoma. Les xaperones nuclears són necessàries per realitzar aquest correcte acoblament als nucleosomes i per a l'assoliment de les estructures superiors de cromatina adequades.
Dins la família de xaperones de nucleoplasmina hi ha diversos membres, que han estat descoberts i estudiats en el regne animal. Aquests es poden classificar segons les seves seqüències proteiques en: NPM1 humana multifuncional, NPM2 i NPM3. La NPM1 millora la transcripció del patró de la cromatina i regula la proliferació cel·lular i la sobreexpressió en diversos càncers humans. La NPM2 va ser descrita com a molècula que s'adhereix a histones i regula l'acoblament d'aquestes a la cromatina. Finalment, la NPM3 s'associa amb pèptids de la cua d'histones en cèl·lules mare embrionàries de rates i la seva sobreexpressió comporta un augment de la proliferació cel·lular. En els humans, NPM3 és homòloga de la NPM1 en l'N-terminal i el tram de regió acídica.

## Nucleoplasmina 1

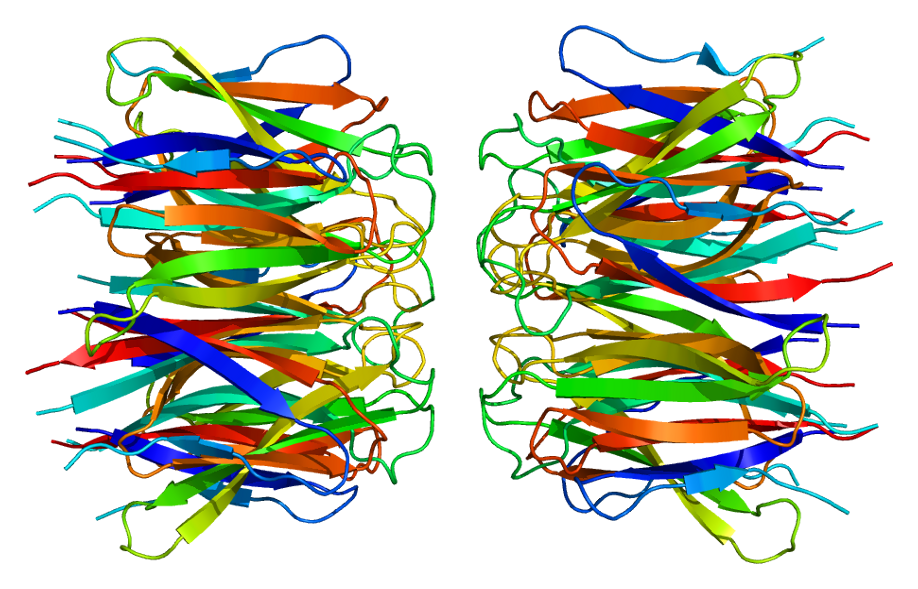
Estructura de la NPM1

La Nucleofosmina o NPM1, també anomenada B23 en els mamífers o NO38 en els amfibis, va ser aïllada com una abundant fosfoproteïna nuclear. Juga molts papers en l'assemblatge i el transport ribosòmic, el tràfic entre el citoplasma i el nucli, la duplicació dels centrosomes i la regulació de la p53.

### Funcions
La NPM1 està involucrada en els processos cel·lulars següents:
- Biogènesi de ribosomes i exportació d'aquests ribosomes al citosol.
- Regulació de supressors tumorals.
- Duplicació dels centrosomes amb ajuda de la proteïna BRCA2.
- Proliferació cel·lular.
- Té un paper important en cicle cel·lular. La NPM interacciona amb el centrosoma i el protegeix de la duplicació a la fase G1. S'expressa altament durant les fases S i G2 i s'expressa simultàniament amb la iniciació de la síntesi del ADN.
- Actua com a xaperona de les histones H3, H2B i H4.
- Estimula l'activitat de les endonucleases que actuen sobre les bases púriques i pirimidíniques (AP) de la doble cadena d'ADN mentre que inhibeix l'activitat de les endonucleases que actuen sobre l'ARN.
- Regulació de l'activitat de les endonucleases (APEX1) especialitzades a reparar les bases AP de l'ADN i inhibeix l'autofosforilació de la proteïna EIF2AK2/ PKR per evitar l'apoptosi cel·lular.
- Supressor de tumors P53/TP53.
- La NPM interacciona directament amb la p53, augmenta la seva estabilitat i activa la funció transcripcional de la p53 després dels processos d'estrès sobre l'ADN.

### Estructura
La NPM1 és un decàmer format per dos anells de pentà que a vegades poden estar units mitjançant ponts disulfur. L'estructura de la NPM1 consisteix en un domini oligomeritzat, un domini metàl·lic, un senyal de localització nuclear bipartida, dos dominis rics en asparagina i glutamina i dominis de fosforilació per a la CDK2.
El gen de la NPM1 conté 25 kB, presenta 12 exons i està en el cromosoma 5q35.

### Aspectes mèdics

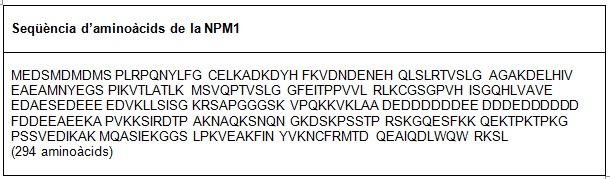
Seqüència d'aminoàcids de la NPM1

S'està investigant el paper que juga l'expressió del gen de la NPM1 en el càncer, com és el cas de la leucèmia, i com pot contribuir a la gènesi tumoral. La nucleoplasmina 1 pot interaccionar amb moltes altres molècules com ara el virus S-HDAg de l'hepatitis.

## Nucleoplasmina 2
La nucleoplasmina 2 (NPM2) és una proteïna àcida, pentamèrica i termoestable capaç d'acoblar nucleosomes mitjançant la unió d'histones i transferint aquestes a l'ADN. És la proteïna més abundant al nucli de l'oòcit de Xenopus laevis, on va ser aïllada per primera vegada, i també en altres amfibis on representa entre un 9 i un 10% de les proteïnes nuclears.

### Funcions
La NPM2 és capaç d'unirse a les histones nuclears i formar grans complexos. Funciona com una xaperona d'histones i té un paper important en la tasca de mantenir i remodelar l'estructura de la cromatina en els oòcits i els embrions, és a dir, regula l'obertura o el tancament de la cromatina. A més a més, la NPM2 és necessària per a la funció de l'heterocromatina centromèrica.
La NPM2 no sembla requerida per a la descondensació de la cromatina de l'esperma, mentre que la nucleoplasmina té un paper important en aquest procés en els oòcits de Xenopus durant la fertilització.
L'expressió de la NPM2 està limitada als oòcits, on s'acumula al nucli i és exclosa del nuclèol. En els embrions de ratolí, la NPM2 hi és present fins a l'estadi de vuit cèl·lules i llavors va decreixent. Això significa que la NPM2 està involucrada en el desenvolupament cèl·lular, com per exemple, el d'una larva o embrió fins a un adult.

### Estructura

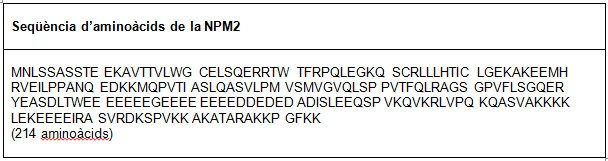
Seqüència d'aminoàcids de la NPM2

Quant a la seva seqüència, presenta tres trams acídics denominats A1, A2 i A3, sent el tram acídic A2 el que presenta un nombre més gran d'aminoàcids àcids, i un senyal de localització bipartida entre els trams A2 i A3. La nucleoplasmina és un homopentàmer, les subunitats (200 residus) del qual presenten dos dominis principals: un nucli, que es correspon amb els 120 residus de l'extrem N-terminal, resistent a la proteòlisi que conserva la termostabilitat i la capacitat de pentamerització, i una cua C-terminal sensible a l'acció de les proteases. La cua conté el senyal de localització nuclear i el tram acídic A3. A l'extrem C-terminal hi ha una regió bàsica que presenta homologia amb l'extrem C-terminal de la histona H1.
L'estructura de la regió del nucli correspon a vuit làmines beta antiparal·leles en forma de barril beta (jellyroll). Cada làmina beta està connectada amb una altra mitjançant llaços o girs. Així, existeixen quatre girs curts situats a la regió de contacte entre pentàmers o regió proximal. Els girs més llargs i la forqueta beta es localitzen a la regió distal del monòmer i estan menys ordenats. Els contactes entre monòmers formen un cinturó hidròfob que podria ser el responsable de la gran estabilitat del pentàmer.

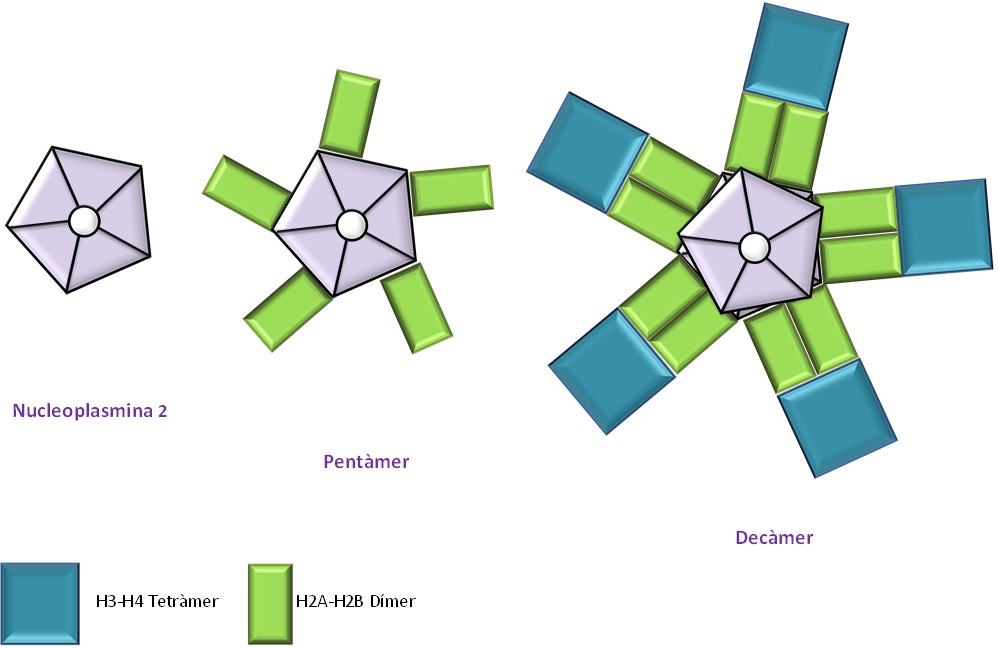
Npm2 en humans

La NPM2 en humans és idèntica a la NPM2 en un 46% de la seqüència global. Una de les diferències, per exemple, està a la forquilla β prominent de la Npm2, que és tres residus més llarga que la de la nucleoplasmina.
Els experiments per transferència d'energia per ressonància de fluorescència i les anàlisis bioquímiques donen suport a la premissa que la NPM2 en humans forma decàmers quan ha d'unir dímers d'H2A-H2B i tetràmers H3-H4 simultàniament. En absència de tetràmers d'histones, aquesta xaperona uniria els dímers d'H2A-H2B amb un únic pentàmer formant l'eix central. La Npm2 en els humans no presenta el tram acídic A1, que apareix en altres membres de la família de la nucleoplasmina, i només utilitza els trams acídics A2 i A3 de la cua del carboni terminal per promoure la unió d'histones. De fet, en la NPM2 dels humans, l'A2 és alhora necessari i suficient perquè aquesta xaperona sigui capaç d'unir histones, i l'A3, que és més petit que l'A2, és probable que només jugui un paper auxiliar en la unió de les histones.

## Nucleoplasmina 3

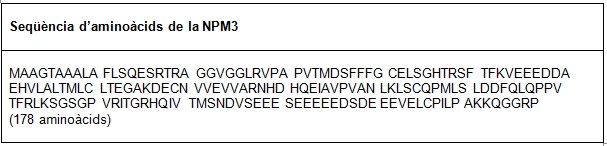
Seqüència d'aminoàcids de la NPM3

La NPM3, també coneguda com a PORMIN o TMEM123 és un dels membres més pocs descrits de la família. Es distribueix en el nuclèol i també en el nucleoplasma de les cèl·lules. Interacciona amb totes les histones nuclears i pot activar la transcripció en un sistema cel·lular. El manteniment de la seva localització requereix transcripció activa de ARNr, però, a diferència de la NPM1, la NPM3 no sembla estar associada amb el ARNr. La sobrexpressió de la NPM3 deriva cap a una disminució de la producció del ARNr. Per això, sembla que la unió de la NPM3 i la NPM1 pot crear un complex que impedeix que la NPM1 dugui a terme les seves activitats ribosòmiques; possiblement perquè no es pot unir més a ARN.
La NPM3 conté 5.5 kB i està al cromosoma 10q24-26.